# Podać rękę diabłu
Podać rękę diabłu (ang. Shake Hands With the Devil) – kanadyjski dramat historyczny z 2007 roku w reżyserii Rogera Spottiswoode'a. Scenariusz oparto na autobiografii generała Roméo Dallaire’a pod tym samym tytułem. Zdjęcia kręcono w Rwandzie (Kigali) i w Kanadzie (Montreal, Halifax).

## Fabuła
Film opisuje ludobójstwo w Rwandzie w 1994 z retrospektywy generała Dallaire dowodzącego misją pokojową UNAMIR, począwszy od jej początku, kiedy nikt nie przewidywał jeszcze skali nadchodzących wydarzeń, poprzez dramatyczne wysiłki Dallaire’a, aby uzyskać zgodę ONZ na bezpośrednią interwencję celem zapobieżenia masakrom i wzmocnienie kontyngentu sił pokojowych, aż po jego osobisty upadek.
Dallaire osobiście zaangażował się we współpracę przy tworzeniu filmu, wprowadzając poprawki do scenariusza i konsultując się z Royem Dupuis, który wcielił się w jego rolę.
Jeden z epizodów filmu dotyczy masakry w Gikondo i działalności polskiego majora UNAMIR Stefana Stecia (Mark Antony Krupa).